# Sines
Sines ist eine Gemeinde und Stadt in Portugal. Innerhalb der Stadt leben 13.225 Einwohner (Stand 2011). Der Ort nahe dem Cabo de Sines liegt auf einem Felsen und verfügt über eine historische Altstadt mit einer Burg. Sines ist bekannt für seine Ölraffinerie und Hafenanlagen, berühmtester Sohn der Stadt ist der Seefahrer Vasco da Gama (15. Jahrhundert).

## Geschichte
Die Küstengegend um Sines ist reich an Funden aus der Steinzeit bis hin zur Besiedelung durch die Römer. Auch die Phönizier, aus Karthago kommend, zeigten erste maritime Aktivitäten im Gebiet um die Ilha do Pessegueiro und in Sines selbst. 1966 stieß ein Bauer 12,5 km entfernt von Sines in einem Bachtal auf den Schatzfund von Gaio, der aus dieser Zeit stammt. Die Stücke sind heute im archäologischen Museum von Sines ausgestellt. Möglicherweise verdankt Sines seinen Namen den Kelten, denn der Volksstamm, der hier lebte, nannte sich Cinetos, woraus sich über Cines das heutige Sines entwickelt haben kann. Andere Historiker sehen den Ursprung des heutigen Ortsnamens im lateinischen Sinus, für Bucht.

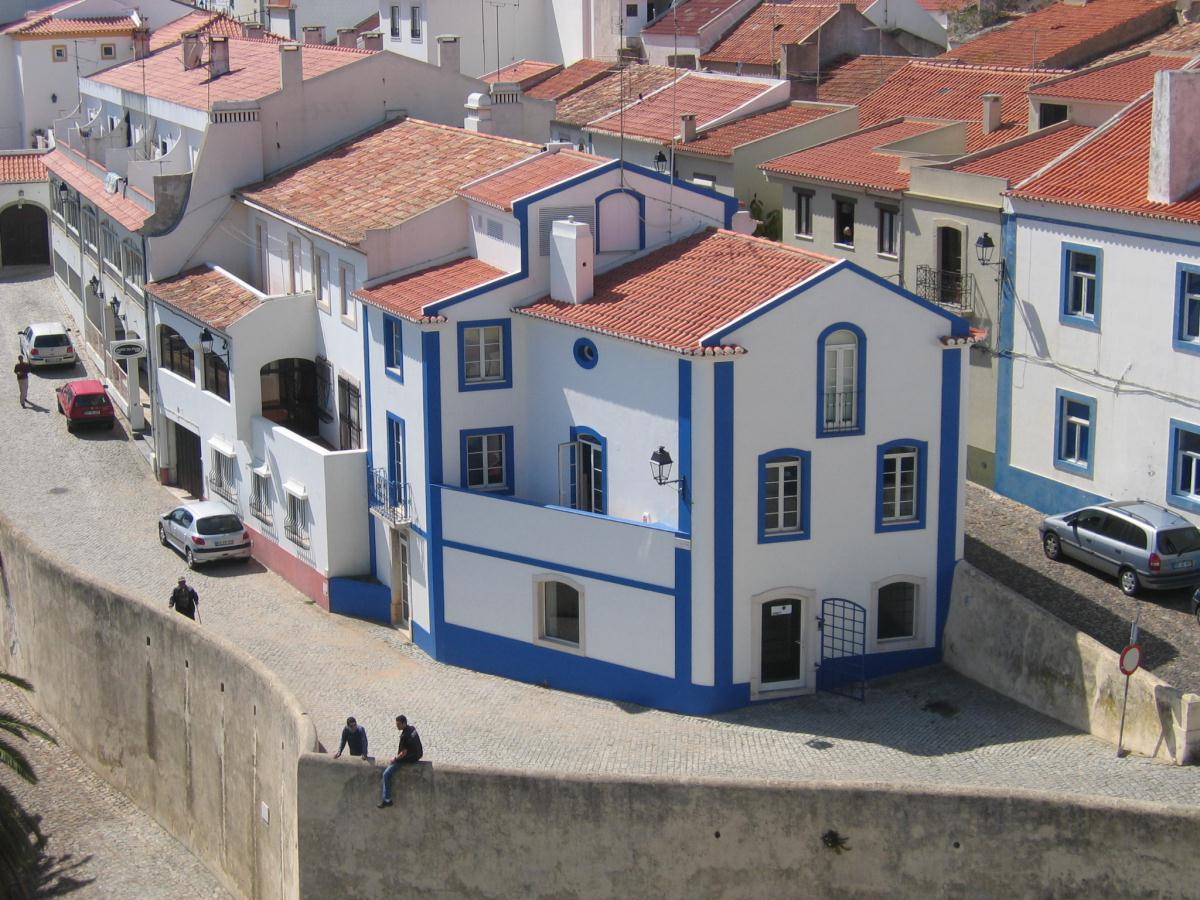
Altstadt von Sines

Die Römer waren die ersten, die Sines zu einem Hafen für die historische Stadt Miróbriga in der Nähe des heutigen Santiago do Cacém machten. Auch in der Gegend der Ilha do Pessegueiro betrieben die Römer Fischfang. Darüber hinaus wurde in den Festungsmauern der Burg von Sines eine Mars-Statue ausgegraben und Reste einer Fischverarbeitung gefunden, die auf eine Besiedlung des heutigen Stadtgebiets durch die Römer hindeutet. Das gesamte Gebiet um die noch heute erhaltene Burgruine war im Römischen Reich bewohnt. Dokumente aus dem archäologischen Museum von Sines weisen darauf hin, dass es Verschiffungen im 1. Jahrhundert von Sines in Mittelmeerhäfen gab. Funde von historischen Ankern im Strandgebiet von St. Torpes aus dem 1. und 2. Jahrhundert zeigen in die gleiche Richtung.
Die Westgoten hinterließen im 7. Jahrhundert Fragmente einer Basilika, die als Tempel in Sines diente. Teile sind bis heute noch im archäologischen Museum von Sines zu sehen. Aus dieser Zeit stammen auch die bei Ausgrabungsarbeiten in den Mauern der Burg gefundenen Marmor-Skulpturen.
Die Mauren besetzten Sines im Laufe des frühen 8. Jahrhunderts, doch gibt es nur wenige direkte Belege dieser Epoche. Es scheint als wäre die Stadt Sines verlassen worden, lediglich der Hafen wurde von den arabischen Mauren betrieben. Die Hauptaktivitäten dieser Zeit konzentrierten sich auf Santiago do Cacém und auf die Hauptstadt der Region, Alcácer do Sal.
Anfang des 13. Jahrhunderts wurde die Gegend um Sines und Santiago do Cacém im Zuge der Reconquista von den Christen erobert und kam an das seit 1139 unabhängige Königreich Portugal. Erste Schriftstücke aus dieser Zeit belegen, dass 1362 der König Peter I. Sines eine gewisse Unabhängigkeit von Santiago do Cacém gewährte und seine Bedeutung als Militärfestung und Hafen hervorstellte.

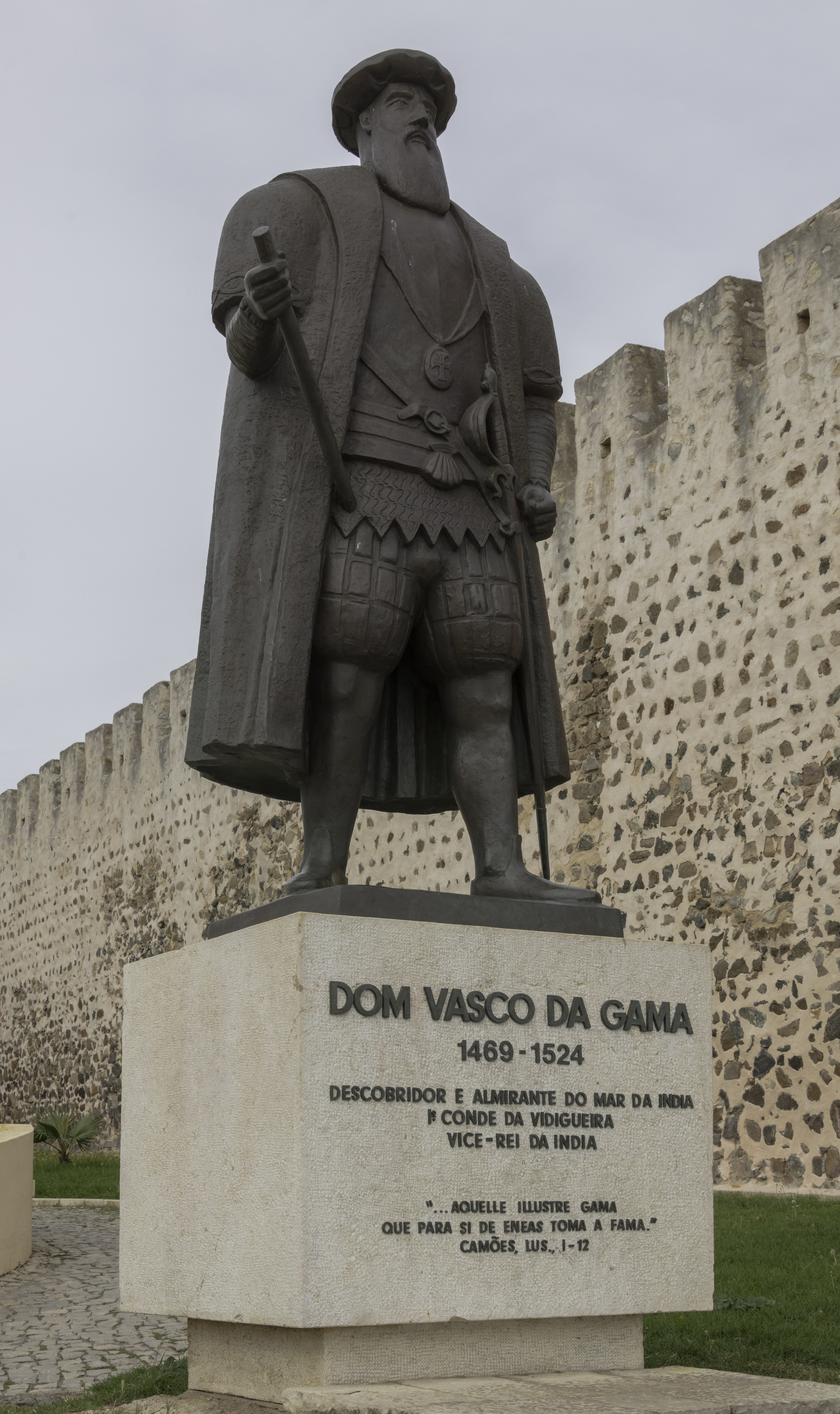
Denkmal Vasco da Gamas – Sohn der Stadt

Einer der bekanntesten und erfolgreichsten Söhne der Stadt war Vasco da Gama (ca. 1469–1524). Er ging als Entdecker und Eroberer in die portugiesische Geschichte ein. Sein größtes Verdienst war die Entdeckung des Seeweges nach Indien, was den Aufbruch Portugals zur Weltmacht bedeutete, das nun den bedeutenden Handel mit Fernost kontrollierte und umfassend ausbaute.
Bis 1486 erweiterte sich das Gebiet des mittelalterlichen Ortes bis zur Mündung des Mira mit der Bildung des Dorfes Vila Nova de Milfontes. Schon damals wurden die Grenzen des heutigen Kreises Sines gezogen.
Das Fort von Sines wurde im 15. Jahrhundert, so wie das Fort von Setúbal zur Absicherung der Küste errichtet.
In seiner langen Geschichte war der Kreis von Sines immer durch die maritimen Aktivitäten seiner Bewohner geprägt, und dieser Zustand setzt sich bis heute fort. Neben Umschlagsanlagen für Erdöl und Erdgas sowie dem Massengut Kohle gibt es inzwischen auch einen internationalen Containerterminal in Sines, welcher unter Beteiligung des Hafens von Singapur betrieben wird.

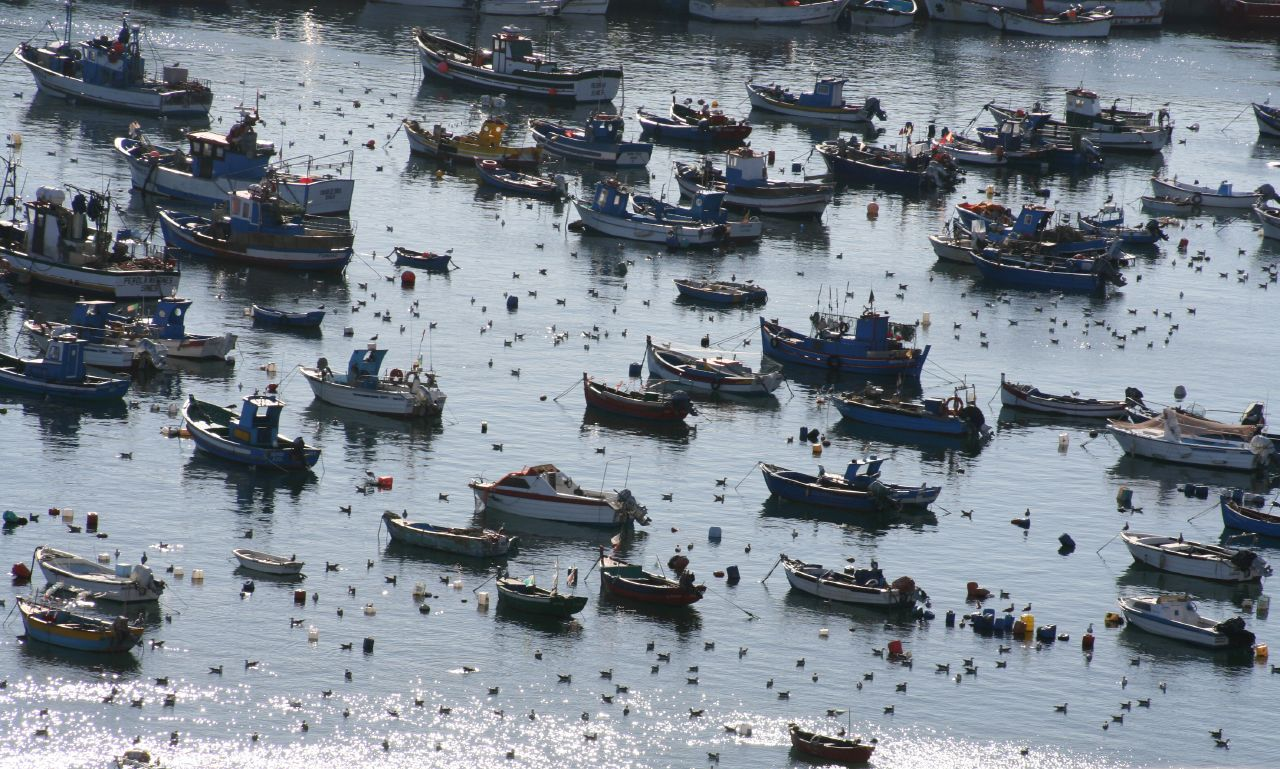
Fischerboote im Hafen von Sines

Zu Beginn des 20. Jahrhunderts lebte die Bevölkerung von Landwirtschaft und Fischfang. Außerdem gewann die Korkindustrie eine größere Bedeutung, und es siedelten sich Fischkonservenfabriken im Stadtgebiet an. Zur Zeit des autoritären Salazar-Regimes in den 1950er Jahren kam noch der Tourismus hinzu, bedingt durch die besondere Schönheit der Strände um Sines.
Zu Beginn der 1970er Jahre beschloss die Regierung von Marcelo Caetano, in der Umgebung von Sines einen großen Hafen- und Industriekomplex anzusiedeln. Neben der Energiegewinnung aus Kohle wurden mehrere petrochemische Fabriken und die Sines-Raffinerie angesiedelt, die bis heute die Umgebung von Sines prägen. Auch wollte man die im Hinterland des Alentejo existierenden Minen mit Pyritvorkommen über Sines bedienen. Dank des relativ hohen Tiefgangs wurde ein Tiefwasserhafen errichtet, in dem auch große Tanker und Massengutfrachter abgefertigt werden können.
Die Industrialisierung von Sines änderte profund die Zusammensetzung der Bevölkerung des Ortes. Während noch in den 1950er und 1960er Jahren eine große Landflucht in die Metropolen einsetzte, kam es durch die Industrialisierung in der Zeit von 1972 bis 1981 zu einer starken Vergrößerung der Bevölkerung des Ortes (92 % Zuwachs). 1976 hatte Sines noch 7000 Einwohner während es 1984 schon 10500 waren. Aus dieser Zeit stammt auch eine größere Kolonie von afrikanischen Kapverdiern (ehemalige portugiesische Kolonie), die sich in Sines ansiedelten.

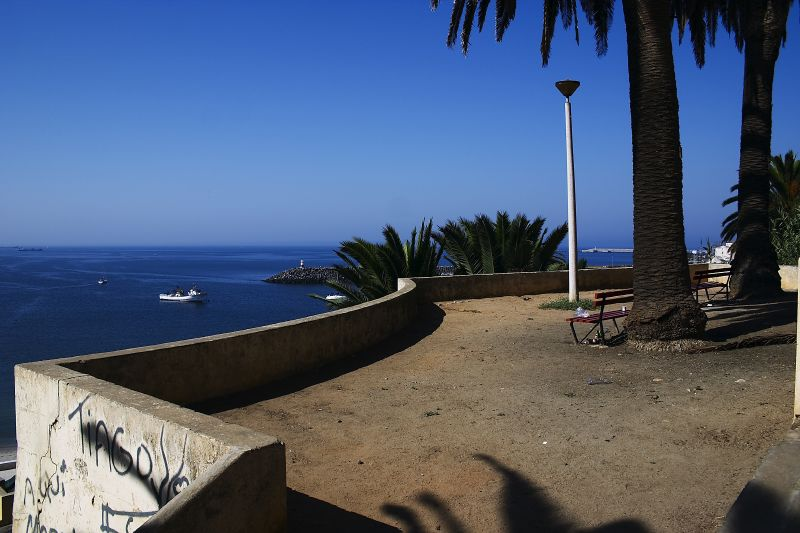
Blick von der Altstadt auf das Meer

Die Schattenseite der Industrialisierung war die Zunahme der Umweltverschmutzung in der Umgebung von Sines. Bis heute ist dies ein großer Streitpunkt zwischen lokaler Bevölkerung und Industrie der Region. In einigen Ortschaften rund um die Industrieansiedlungen herum kam und kommt es immer wieder zu einer hohen Rate von Krebserkrankungen. Die Tatsache, dass inzwischen ca. 30 % aller Korkbäume der näheren und weiteren Region krank bzw. bereits abgestorben sind, ist wissenschaftlich bis heute nicht geklärt worden.
Auch die Fischer standen mit der Petrochemischen Industrie auf Kriegsfuß. In den 1980er Jahren gab es mehrere Unfälle mit Tankern (so MT Campeón vor Sines am 15. August 1980 und das Auslaufen von Rohöl des MT Marão im Juli 1989 sowie ein weiterer Fall im Jahr 1990). Diese hatten großen Einfluss auf die ökologische Situation der naturgeschützten Küstenregion und auf die lokale Bevölkerung. Es kam zu Boykottmaßnahmen der Fischer und zu den ersten „grünen“ Streiks Portugals. Seit 1976 kämpfen von der CDU geführte Kommunalregierungen für ein „grüneres“ Sines mit mehr Umweltfreundlichkeit.
Die nahegelegene Talsperre Morgavel besteht seit 1980.
Die bisherige Kleinstadt (Vila) Sines wurde 1997 zur Stadt (Cidade) erhoben.

## Kultur und Sehenswürdigkeiten

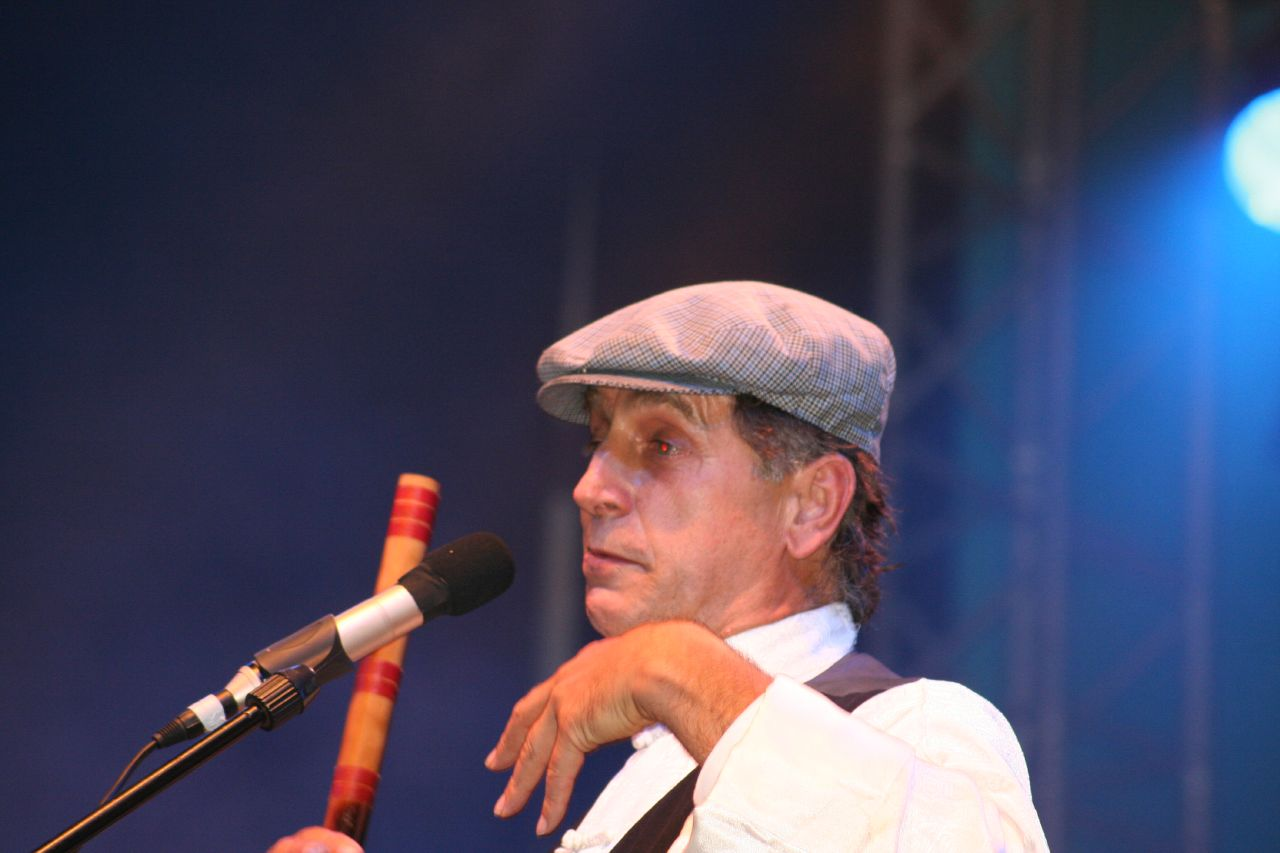
Rão Kyao beim FMM Festival das Musicas do Mundo in Sines und Porto Covo

### Veranstaltungen und Museen
Seit den 1990er Jahren führt die Stadtverwaltung von Sines ein Sommerkulturfestival der Weltmusik FMM Festival das Musicas do Mundo Anfang August durch, welches im In- und Ausland großes Ansehen genießt. In jedem Jahr kommen hier Künstler aus aller Welt zusammen, die in den Mauern der alten Burg dieses außergewöhnliche Kulturfest gestalten.
Neben dem Archäologie- und Stadtmuseum Museu de Sines besitzt die Stadt mit dem 2005 eröffneten Centro de Artes de Sines ein Kulturzentrum, das über Galerien, multimediale Bibliotheken und ein Auditorium für 191 Gäste verfügt, und in dem zudem das historische Archiv der Stadt untergebracht ist. Das Museum wurde vom Architekturbüro Atelier Aires Mateus & Associados der beiden Architekten Francisco und Manuel Mateus entworfen und kam 2007 in die Endauswahl für den Europäischen Architekturpreis.
Zu nennen ist außerdem das Centro Cultural Emmerico Nunes, das dem Maler, Illustrator und Karikaturisten Emmerico Nunes (1888–1968) gewidmet ist. Er lebte und arbeitete in Sines, gehörte zur ersten Generation modernistischer Künstler in Portugal, und gilt zudem als ein Pionier der Comiczeichnung. Er arbeitete u. a. für die Meggendorfer-Blätter in Deutschland, für die er über 500 Zeichnungen schuf.

### Historische Gebäude
- Ermida de Nossa Senhora das Salas (wurde durch Vasco da Gama ausgebaut)
- Kirche Matriz de São Salvador (erbaut im 17. Jahrhundert)
- Kirche do Espírito Santo ou da Misericórdia (fungierte einige Jahrhunderte als Hospitalkirche und ist heute ein Kulturzentrum)
- Ermida São Bartolomeu
- Kapelle São Sebastião (erbaut im 15. Jahrhundert, fungierte als Soldatenkirche der Burg)
- Igreja de Nossa Senhora da Soledade (in Porto Covo, einem Nachbarort)
- Burg von Sines (wurde von König Peter I. ausgebaut und ist wahrscheinlich Geburtsort von Vasco da Gama)
- Fort do Revelim (diente zur Verteidigung von Sines, zusammen mit der Burg)
- Forte do Pessegueiro (wurde im 17. Jahrhundert gebaut und befindet sich außerhalb von Sines vor der Ilha do Pessegueiro, historisch gesehen ein strategischer Punkt des Gebiets)

### Naturreservat – Parque Natural do Sudoeste Alentejano e Costa Vicentina
Die Umgebung von Sines ist reich an Naturschönheiten. Hierbei ist besonders die einzigartige Küstenlinie zu nennen mit ihren Stränden, natürlichen Dünen und Felsenküsten. Diese Küstenlandschaft wurde in den Naturpark Südost-Alentejo und Costa Vicentina eingegliedert. Weniger schnell erreichbar für Besucher ist der See von Sancha, dessen Ufer ebenfalls unter Naturschutz stehen. Neben den Küstengebieten gibt es im Osten die Serra do Cercal, die vulkanischen Ursprungs ist und deren höchster Punkt der Gipfel des Monte Chaos ist.
Das Klima des Gebiets ist trotz des großen Einflusses des Atlantiks als besonders mild zu bezeichnen. Wegen der hohen Luftfeuchtigkeit kommt es oft zu Nebelbildungen und Dunst. Im Gebiet des Naturparks der Costa Vicentina (dessen Ausdehnung über den Kreis von Sines bis nach Zambujeira do Mar hinausgeht) gibt es eine Reihe von seltenen, geschützten Vogelarten und die unter Schutz stehende karge Küstenvegetation. Am See von Sancha gibt es eine Pflanzensorte – ionopsidium acaule – die es nur in dieser Küstenregion gibt.

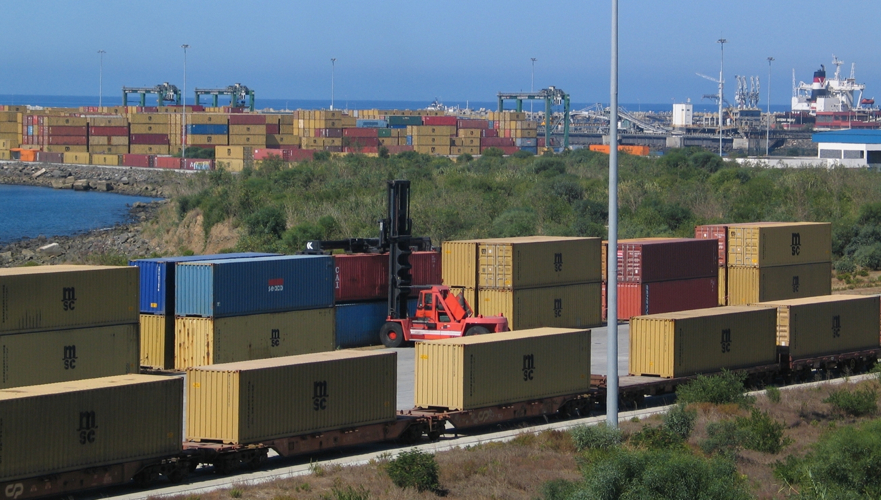
Am Containerhafen von Sines

## Wirtschaft
Sines ist ein bedeutender Tiefwasserhafen, der vor allem für den Umschlag von Erdöl und Erdgas von Bedeutung ist. Im Umland befinden sich die Sines-Raffinerie, die das Herz der Südportugiesischen Treibstoffherstellung und Lagerung bilden. Ab 2004 wurde auch ein Containerterminal geschaffen, der von der Hafengesellschaft Singapurs in Kooperation mit einem portugiesischen Unternehmen betrieben wird. Im Jahr 2015 wurden hier 1,332 Mio. TEU (Container) umgeschlagen. Nach wie vor gibt es in Sines eine ansehnliche Fischereiflotte.
Sines war seit 1970 Standort einer großen Sendeanlage für Kurzwelle der Deutschen Welle. Die markantesten Antennenträger waren drei drehbare V-förmige Antennen. Die Anlage wurde Anfang des Jahres 2013 abgerissen.

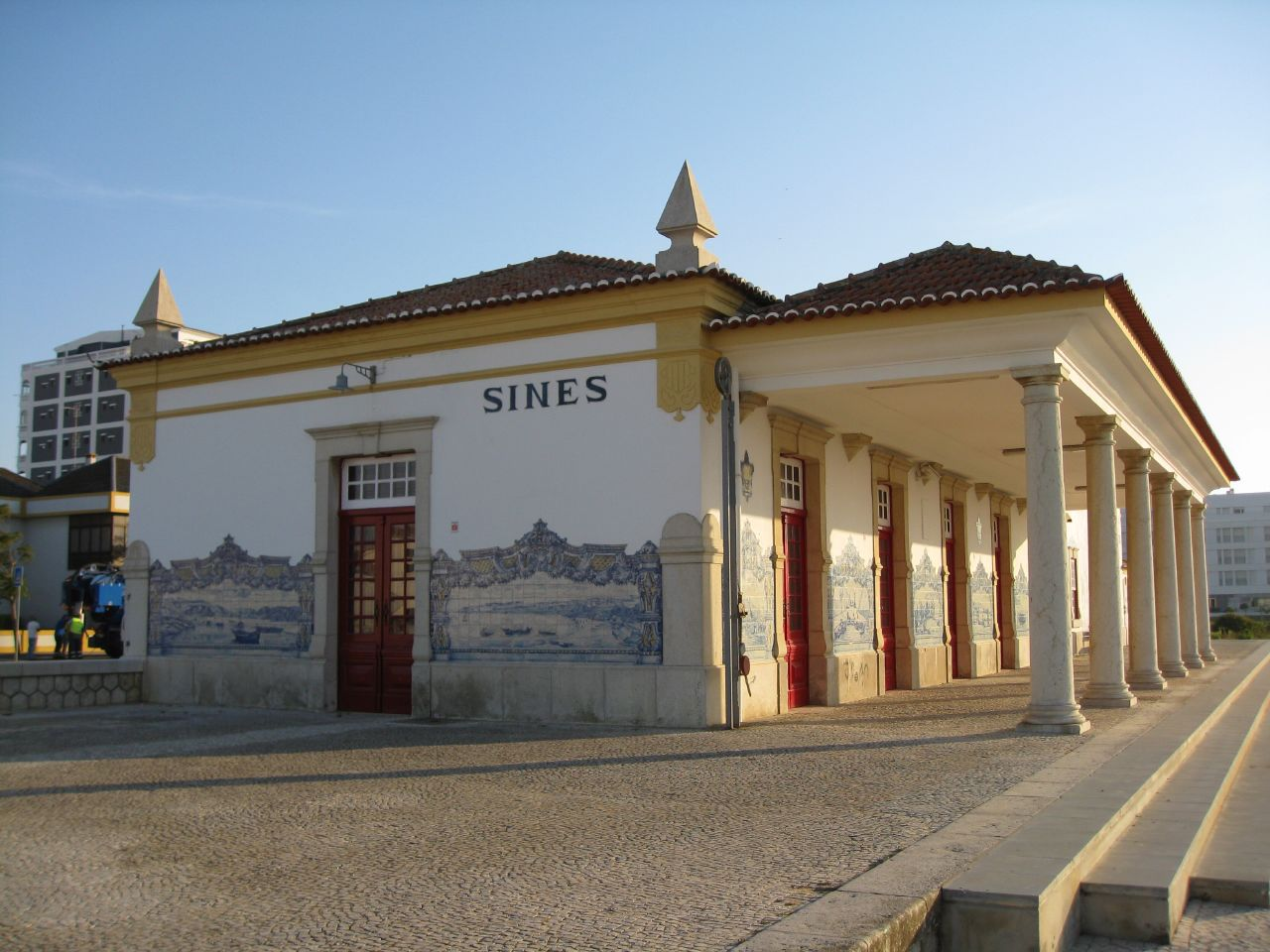
Ehemaliger Bahnhof von Sines, heute Theater

## Verkehr
Die Bahnstrecke Ramal de Sines verband die Stadt bis 1990 mit dem Eisenbahnnetz des Landes. Heute wird kein Personenverkehr mehr betrieben, zudem ist sie nur bis zur Raffinerie der Repsol in Betrieb. Der Hafen ist über die Linha de Sines an das Eisenbahnnetz angeschlossen.
Die zur Schnellstraße ausgebaute N261-5 führt zu den Stränden und Seen nördlich der Stadt. Die ebenfalls zur Schnellstraße ausgebaute IP8 umschließt den Ort und geht später östlich in die IC33 über. Damit ist Sines mit dem 55 km entfernten Anschluss bei Grândola an die Autobahn A2 (hier auch Europastraße 1) angebunden.
Nahe der Stadt liegt auch der Flugplatz Sines, der derzeit geschlossen ist.

## Verwaltung

### Kreis
Sines ist Verwaltungssitz eines gleichnamigen Kreises (Concelho) im Distrikt Setúbal. Am 19. April 2021 hatte der Kreis 14.198 Einwohner auf einer Fläche von 203,3 km². Sines gehört zur Statistischen Subregion des Alentejo Litoral.
Die Nachbarkreise sind (im Uhrzeigersinn im Norden beginnend): Santiago do Cacém, Odemira und der Atlantische Ozean.
Der Kreis Sines besteht aus nur zwei Gemeinden (Freguesias):

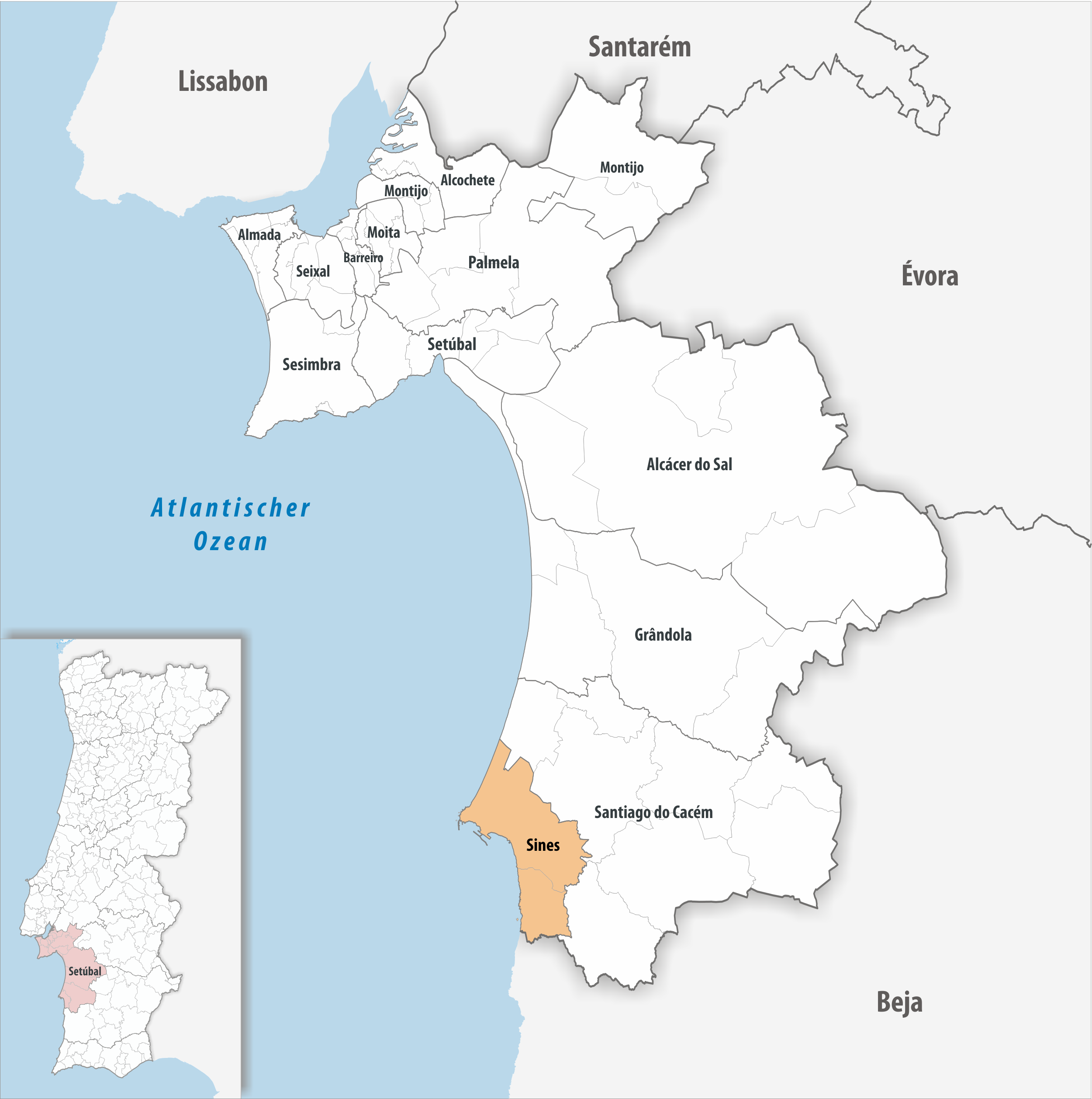
Kreis Sines

| Gemeinde    | Einwohner (2021) | Fläche km² | Dichte Einw./km² | LAU- Code |
| ----------- | ---------------- | ---------- | ---------------- | --------- |
| Porto Covo  | 1.091            | 50,72      | 22               | 151302    |
| Sines       | 13.107           | 152,58     | 86               | 151301    |
| Kreis Sines | 14.198           | 203,30     | 70               | 1513      |

### Bevölkerungsentwicklung
| Einwohnerzahl im Kreis Sines (1801–2011) | Einwohnerzahl im Kreis Sines (1801–2011) | Einwohnerzahl im Kreis Sines (1801–2011) | Einwohnerzahl im Kreis Sines (1801–2011) | Einwohnerzahl im Kreis Sines (1801–2011) | Einwohnerzahl im Kreis Sines (1801–2011) | Einwohnerzahl im Kreis Sines (1801–2011) | Einwohnerzahl im Kreis Sines (1801–2011) | Einwohnerzahl im Kreis Sines (1801–2011) | Einwohnerzahl im Kreis Sines (1801–2011) |
| ---------------------------------------- | ---------------------------------------- | ---------------------------------------- | ---------------------------------------- | ---------------------------------------- | ---------------------------------------- | ---------------------------------------- | ---------------------------------------- | ---------------------------------------- | ---------------------------------------- |
| 1801                                     | 1849                                     | 1900                                     | 1930                                     | 1960                                     | 1981                                     | 1991                                     | 2001                                     | 2011                                     |                                          |
| 1766                                     | 2632                                     | [1]                                      | 7666                                     | 8866                                     | 12 075                                   | 12 347                                   | 13 577                                   | 14 238                                   |                                          |

[1]: eingegliedert im Kreis Santiago do Cacém

### Kommunaler Feiertag
- 24. November

### Städtepartnerschaften
- Kap Verde: Santa Cruz, Insel Santiago

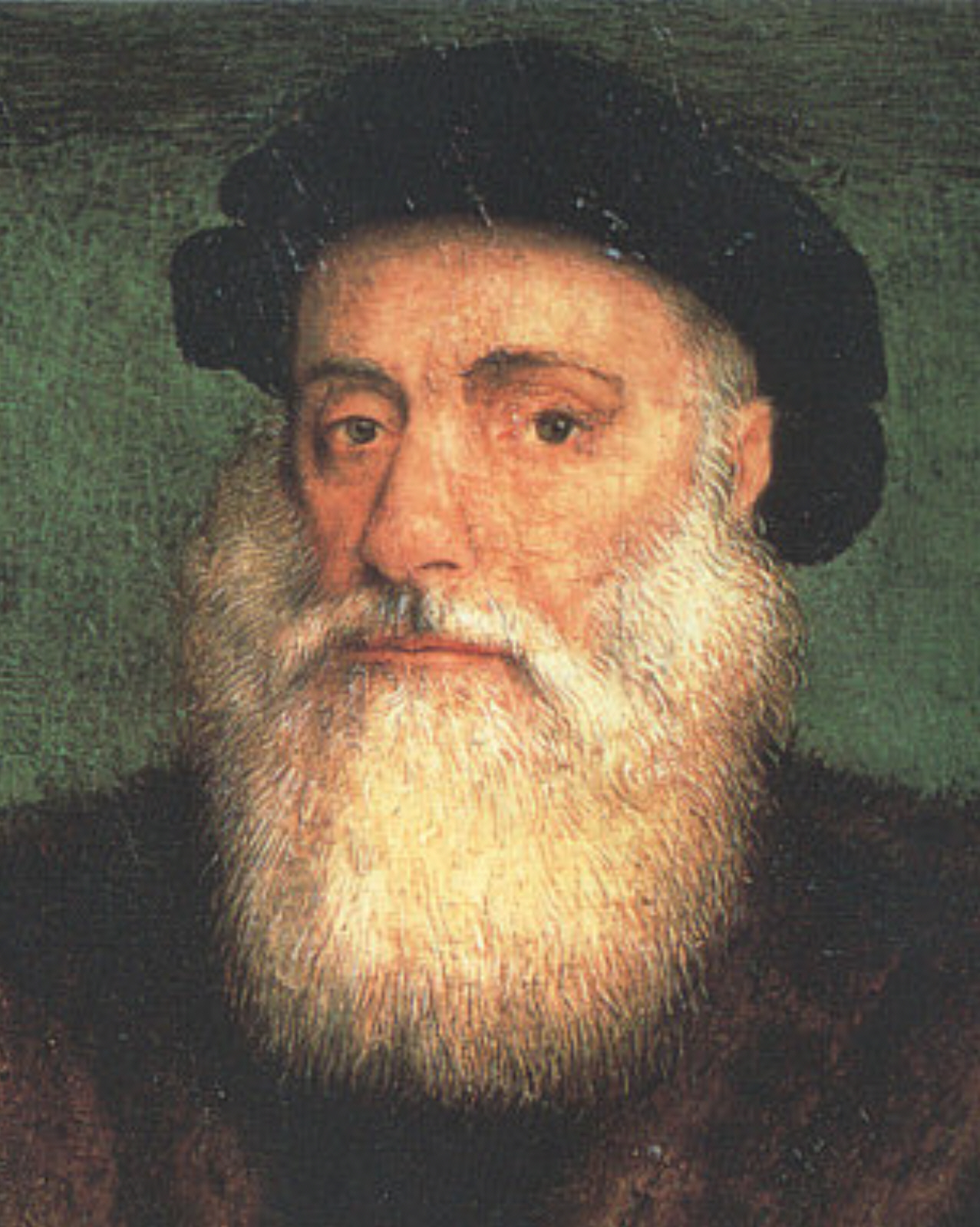
Vasco da Gama
(zeitgenössisches Porträt von Gregorio Lopes)

- Portugal: Nisa
- Portugal: Vidigueira
- Portugal: Évora
- Mosambik: Pemba (seit 2014)[11]
- Polen: Płock (seit 2023)
- Brasilien: Fortaleza (seit 2024)[12]

## Söhne und Töchter der Stadt
- Vasco da Gama (1469–1524), Seefahrer und Entdecker
- Cláudia de Campos (1859–1916), Schriftstellerin und Anglistin
- Arlete Argente Guerreiro (1905–1940), Schriftstellerin
- Rui Pereira (* 1963), Journalist, Hochschullehrer und Autor
- Jorge Manuel Amador Galufo (* 1978), Fußballspieler
- Ricardo Miguel da Silva Pereira (* 1978), internationaler Rollhockeyspieler
- Mário Rui (* 1991), Fußballspieler